# Avenida Flatbush–Brooklyn College (línea de la Avenida Nostrand)
La Avenida Flatbush–Brooklyn College es la estación más al sur de la línea de la Avenida Nostrand del metro de Nueva York. Está localizada en la intersección de la avenida Flatbush y la avenida Nostrand en Brooklyn, y funciona con los trenes 2 todo el tiempo y los trenes 5 durante horas pico.
El trabajo artístico de 1996 que esta aquí se llama Flatbush Floogies por Muriel Castanis. 
Esta es la estación más cercana del Collegio de Brooklyn y la preparatoria Midwood.

## Conexiones de buses
- B6 al este de Flatlands y Canarsie; oeste de Midwood y Bensonhurst
- B11 hacia Midwood, Borough Park y Sunset Park
- B41 vía la Avenida Flatbush sur de Kings Plaza; y al norte de Prospect Park y Downtown Brooklyn
- B44 vía la avenida Nostrand sur de Sheepshead Bay, y al norte de Bedford-Stuyvesant y Williamsburg
- B103 limitada al este hacia Canarsie oeste de Kensington y Downtown Brooklyn
- Q35 hacia Kings Plaza y Rockaway peninsula, vía la Avenida Flatbush y Marine Parkway-Gil Hodges Memorial Bridge
- BM2 este de Canarsie; al norte de Manhattan